# Гетьман (роман)
«Ге́тьман» — незавершённый исторический роман Николая Гоголя, от которого сохранилось четыре фрагмента, два из которых были изданы при жизни писателя. По сохранившимся отрывкам невозможно представить полный сюжет произведения. «Гетьман» представляет собой первый опыт писателя в области обращения к историческому повествованию из эпохи борьбы казачества с польскими захватчиками,— эта тема наиболее полно отразится в его повести «Тарас Бульба».

## Сюжет
На основе сохранившихся авторских рукописей не представляется возможным полностью понять авторский замысел повести.
Действие романа происходит в середине XVII века. В предполагаемом начале романа — «Нескольких главах из исторической повести», действие начинается в апреле 1645 года: «перед самым воскресеньем Христовым». Главный герой — Тарас Остраница ассоциируется с Яковом Острянином (Остряницей), историческим лицом, который был нежинским полковником и предводителем антипольского восстания 1638 года. Известно также, что Остраницу некоторые исторические источники называли гетманом Войска Запорожского Низового. Важное место в этой главе отводится взаимоотношениям Остраницы и его возлюбленной — Гали (Ганны).
В отрывке «Кровавый бандурист» («Пленник») описывается эпизод из борьбы казаков с панской Польшей и о походе Остраницы, но действие его отнесено к 1543 году. Главным персонажем данного отрывка является пленник, которого отряд польских войск насильно приводит в монастырскую пещеру, где подвергают допросу и истязаниям, чтобы выяснить, где находится Остраница и его казаки. Этим казаком оказывается переодетая в мужское платье возлюбленная Остраницы — Ганна, которой удалось вырваться, воспользовавшись замешательством поляков, оцепеневших при появлении кровавого бандуриста — загадочного существа без кожи: «Кожа была с него содрана. Весь он был закипевший кровью. Одни жилы синели и простирались по нём ветвями!.. Кровь капала с него!.. Бандура на кожаной ржавой перевязи висела на его плече. На кровавом лице страшно мелькали глаза…».
В незавершённой «Главе из исторического романа», являющейся обособленным эпизодом повести, отсутствуют персонажи из предыдущих отрывков. Действие происходит на Полтавщине, где поляк Лапчинский с посольской миссией разыскивает по приказу короля Яна Казимира миргородского полковника и предводителя казаков Глечика. Случайный путник, узнав, что Лапчинский разыскивает Глечика, приглашает поляка к себе домой. По пути он рассказывает поляку легенду о повешенном на сосне дьяконе, который явился после смерти своему мучителю. Дома казак, к крайнему удивлению поляка, признаётся, что он и есть тот, кто ему требуется.
Первые два отрывка в сюжетном отношении можно связать с незавершённым фрагментом, получившим условное название «Мне нужно видеть полковника», в котором усматривается сюжетное единство с линией написанных ранее «Нескольких глав из исторической повести» и «Кровавого бандуриста». В этом фрагменте «почти отрок семнадцати лет» пытается попасть к полковнику, который услышал разговор «юноши» со сторожевым казаком. В образе просителя можно предположить переодевшуюся в мужское платье Ганну.

## Создание

### Работа над романом
Издание сборника повестей «Вечера на хуторе близ Диканьки» (1831—1832) и его успех у читающей публики привели писателя к идее создать «научно-поэтическую историю Малороссии». Гоголь ознакомился с соответствующей исторической литературой и источниками, основными из которых считаются первые тома «Истории государства Российского» Н. М. Карамзина, «История Малой России, от присоединения ея к Российскому государству до отмены гетманства…» Д. Н. Бантыш-Каменского и «История Русов, или Малой России», приписываемая в то время архиепископу Белорусскому Георгию Конисскому.
По мнению гоголеведа В. П. Казарина, начало работы над романом «Гетьман» может быть отнесено к 1829 году. Создание романа велось параллельно с работой над второй частью «Вечеров на хуторе близ Диканьки». Гоголь датировал «Главу из исторического романа» и «Пленника» 1830 годом, а «Кровавый бандурист», частью которого является отрывок «Пленник», датирован 1832 годом. Кроме того, сохранилось ещё несколько рукописных отрывков из этого романа, которые также не дают возможности полностью представить авторский замысел. Предполагается, что они являются лишь предварительными набросками.

### Издания
Отрывок под названием «Кровавый бандурист. Глава из романа» планировался для издания в петербургском журнале «Библиотека для чтения» с подписью «Гоголь» и датой 1832 год, но был запрещён цензурой. В «Северных цветах» за 1831 год был напечатан отрывок из романа под заглавием «Глава из исторического романа», который был включён в первую часть сборника «Арабески» (1835), где было помещено авторское примечание: «Из романа под заглавием „Гетьман“; первая часть его была написана и сожжена, потому что сам автор не был ею доволен; две главы, напечатанные в периодических изданиях, помещаются в этом собрании…». Однако окончание «Кровавого бандуриста» не было пропущено цензурой, поэтому Гоголь написал другую концовку. Начало главы под названием: «Пленник. Отрывок из исторического романа» был издан во второй части «Арабески», с измененной датой: 1830. Инициатором цензурного запрета был один из соредакторов «Библиотеки для Чтения» Н. И. Греч: «Эта гнусная картина противна всем цензурным уставам в мире. Мы негодуем на французскую литературу, а сами начинаем писать ещё хуже». При рассмотрении в Петербургском цензурном комитете отрывка «Кровавый бандурист» А. В. Никитенко отмечал, что книга показывает «картину страданий и уничижения человеческого» и написана под влиянием «новейшей французской школы», представляя собой «просто омерзение». Запрещённое окончание впервые было опубликовано по сохранившейся авторской корректуре в петербургском журнале «Нива» в 1917 году, а вся глава в первоначальном виде — в 1921 году. Четвёртый фрагмент, начинающийся со слов: «Мне нужно видеть полковника», впервые был опубликован в 1889 году. В литературоведении условной окончательной датой издания принимается 1834 год, позже которого отрывки из романа при жизни Гоголя в печати не издавались.

### Псевдоним
При публикации отрывка романа в альманахе «Северные цветы на 1831 год» писатель выбрал своеобразный псевдоним — 0000 (оооо). В литературоведении принято идентифицировать эту подпись как буквенное обозначение, а не цифровое. Так, в «Словаре псевдонимов» И. Ф. Масанова псевдоним зарегистрирован на букву «О» на основании объяснения В. П. Гаевского, так как эта буква встречается четыре раза в полном имени и фамилии автора — «НикОлай ГОгОль-ЯнОвский» (писатель в 1831 году использовал такой псевдоним, как «Г. Янов»). Таким образом, псевдоним «0000» является ателонимом (псевдоним, образованный пропуском части букв имени или фамилии). В пользу этой версии также говорит и то, что при структурировании оглавления альманах за основу бралось настоящее имя автора, псевдоним Гоголя следовал после Ф. Н. Глинки и перед следующим по алфавиту В. Ф. Одоевским (использовавшим схожий псевдоним «ь, ъ, й»). Однако эта версия противоречит свидетельству самого писателя, который, посылая своей матери альманах «Северные цветы», писал: «Книжка вам будет приятна потому, что в ней вы найдёте мою статью… Она подписана четырьмя нулями: 0000». Согласно другой версии, таким псевдонимом писатель мистифицировал читателя тем, что он мог принадлежать Оресту Михайловичу Сомову, известному в то время критику, журналисту, поэту, переводчику, автору малороссийских повестей. Ещё по одному толкованию, псевдоним представляет собой оригинальную подпись из четырёх нулей, замещающих каждую из частей полного имени Николай Васильевич Гоголь-Яновский. Интересно[кому?], что в поэме «Мёртвые души» в доме у Собакевича находится портрет греческого полководца Колокотрони — ассонанс на о напоминает псевдоним «ОООО». Такой известный почитатель творчества Гоголя как В. В. Набоков, который заметил, что роман, «слава Богу, так и не окончен», по поводу псевдонима писал: «Четвёрка нулей, как говорят, произошла от четырёх „о“ в имени Николай Гоголь-Яновский. Выбор пустоты, да ещё умноженный вчетверо, чтобы скрыть свое „я“, очень характерен для Гоголя».

### Значение
Считается, что работа над романом «Гетьман» была прекращена во многом в связи с возникновением у Гоголя замысла повести «Тарас Бульба». Исследователи находят, что Гоголь использовал собранные им исторические материалы, а также некоторые моменты, мотивы, черты персонажей и т. д. в последующих произведениях и прежде всего в повести «Тарас Бульба».